# Parto
Parto war eine Masseneinheit (Gewichtsmaß) im Kirchenstaat Rom und auch dort ein Längenmaß. Als Gold- und Silbergewicht (Probiergewicht) wurde es in Neapel getrennt nach Gold und Silber verwendet. Grundlage ist hier das Zollpfund zu 30 Lot. Etwa ein Lot mit 16,667 Gramm kann angesetzt werden. 

## Längenmaß
- 1 Parto mercantile = 8,3 Zentimeter

## Masseneinheit Kirchenstaat Rom
- 1 Parto = 1/8150 Lot (Preuß. 1 L. = 16,667 Gramm)

## Masseneinheit Neapel
- Gold: 1 Parto = 0,000802 Lot (Preuß. 1 L. = 16,667 Gramm)
  - 1 Parto = 1/100 Carato = 1/2400 Oncia
- Silber: 1 Parto = 0,001604 Lot
  - 1 Parto = 1/100 Denaro = 1/1200 Libbra